# Kaiszareiai Euszebiosz
Kaiszareiai Euszebiosz (ógörögül: Εὐσέβιος τῆς Καισαρείας Euszebiosz tész Kaiszareiász, latinosan caesareai Eusebius vagy Eusebius Pamphili, 265 körül – 339 májusa) keresztény történetíró és püspöke a Római Birodalomhoz tartozó palesztinai Kaiszareiának (Cézárea). 
A kereszténység első három századának történetét nagyrészt az ő Egyháztörténetéből ismerjük. Bár ennek pontosságával és elfogultságával gondok vannak, továbbra is fontos forrás, mivel Eusebius mára elveszett anyagokhoz férhetett hozzá.

## Élete
Szent Ákos, azaz Agathius írt egy életrajzot „Euszebius élete” címmel de ez az írás elveszett. Pamphilosz pap felszabadította a rabszolgasorból. Később tanítványa lett. Diocletianus római császár rendelte el az utolsó keresztényüldözést (303–313), amelyben Órigenészt fogva tartották. Euszebiosz és Pamphilosz közösen készültek a fogva tartott apológiájára, védőbeszédére. A hagyomány azt tartja, hogy Euszebius nagy hatással volt Nagy Konstantinra, de Timothy D. Barnes szerint egy másik Eusebius volt az, nikomédiai Euszebiosz. 325-ben az első nikaiai zsinat ugyan elítélte Euszebiosz szentháromságtanát, ez mégsem járt azzal, hogy háttérbe szorult volna, mert a zsinaton jelentős közvetítő szerepet kapott.

## Életműve
- Onomasticon – Névjegyzék. Euszebiosz volt az első, aki átfogó kísérletet tett arra, hogy mindazokat a bibliai helyeket beazonosítsa, amelyeknek nyomuk veszett. Az Onomasticon részletes listát tartalmaz, katalogizálva a Szentföld városait, régióit. Részletes információkat írt a történeti helyekről beleértve a nagyobb városok központjából számított mérföldekkel kiegészítve. A tanulmány nélkülözhetetlen a Római Birodalom és a Szentföld megismerése tekintetében
- Khronikoi kanónesz – Krónika. A Teremtés után 5200-ra teszi Jézus születését. Csak örmény fordításban és néhány kompilációban maradt fenn
- Demonstratio Evangelica – Az evangélium igazolása
- Ecclesiastica Theologia – Egyházi teológia
- Eclogae Propheticae – Prófétai kivonat
- Historia Ecclesiastica – Egyháztörténet.  A ókereszténységnek a 4. századig tartó fejlődésének kronologikus beszámolója
- De Martyribus Palaestinae – Palesztina vértanúi
- Praeparatio Evangelica – Evangéliumi felkészülés
- Porfir ellen – 25 könyvből csak töredékek maradtak fenn
- Hierocles ellen
- Marcellus ellen
- (Utalások elveszett levelekre)

## Magyarul megjelent művei
- Euszebiosz egyháztörténete; ford. Baán István; Szt. István Társulat, Bp., 1983 (Ókeresztény írók), ISBN 963-360-184-3, 602 o.
- Euszebiosz egyháztörténete; ford., bev., jegyz. Baán István; 2. jav., bőv. kiad.; Szt. István Társulat, Bp., 2020 (Ókori keresztény írók)